# Nocturno (revue)
Pour les articles homonymes, voir Nocturno.
Nocturno est un périodique de cinéma italien mensuel publié depuis 1994.
Le magazine Nocturno Cinema est né comme un fanzine en 1994 d'une idée de Manlio Gomarasca et Davide Pulici (it). Le premier numéro, produit en une édition limitée à cent exemplaires, est daté d'octobre/novembre de cette année-là. L'objectif des deux auteurs était de créer un espace nouveau et original où l'on pourrait explorer les itinéraires alors inexplorés du cinéma de genre italien.
Les thèmes abordés allaient de l'horreur au policier et même à la pornographie (dans la rubrique « Spazio X »). L'idée originale de ne traiter que du cinéma de genre italien était une façon de réécrire l'histoire du cinéma national à travers ses œuvres et ses auteurs les moins connus et une façon de se différencier de la plupart des autres fanzines qui traitaient du cinéma d'exploitation en général.
Au fil des ans, le cinéma Nocturno s'est concentré sur des réalisateurs tels que Fernando Di Leo, Ruggero Deodato, Lucio Fulci, Aristide Massaccesi et de figures moins connues comme Rino Di Silvestro, Mario Gariazzo, Massimo Foschi, Claudio Fragasso, Al Cliver, Bruno Mattei et bien d'autres. Dans les rubriques Noi siamo le colonne et Controluce, de nombreux professionnels du cinéma italien se sont exprimés : acteurs de personnages, producteurs, photographes de plateau, cascadeurs et chefs opérateurs.
Roberto Poppi, dans son volume du Dizionario del cinema italiano consacré aux réalisateurs, définit la revue comme une « mine inépuisable d'informations sur les réalisateurs du cinéma de genre ».
En décembre 1999, le premier festival du film Nocturno s'est tenu à Bologne avec des invités tels que Valerio Evangelisti, Umberto Lenzi et Zora Kerowa. En 2000, Nocturno Cinema est devenu un magazine mensuel. Après avoir produit une douzaine de séries de films en VHS pour la maison d'édition Shendene & Moizzi, sauvant de l'oubli une centaine de films (des classiques de Mario Bava aux decameroticos de Laurenti & Co.), Manlio Gomarasca et Daniele Aramu, propriétaires de la toute nouvelle société Nocturno Edizioni S.r.l., passent un accord de distribution avec l'éditeur Giorgio Bernardini De Pace. À partir du numéro 14, Nocturno change de peau et s'essaie à la grande distribution.